# Kashima, Ibaraki

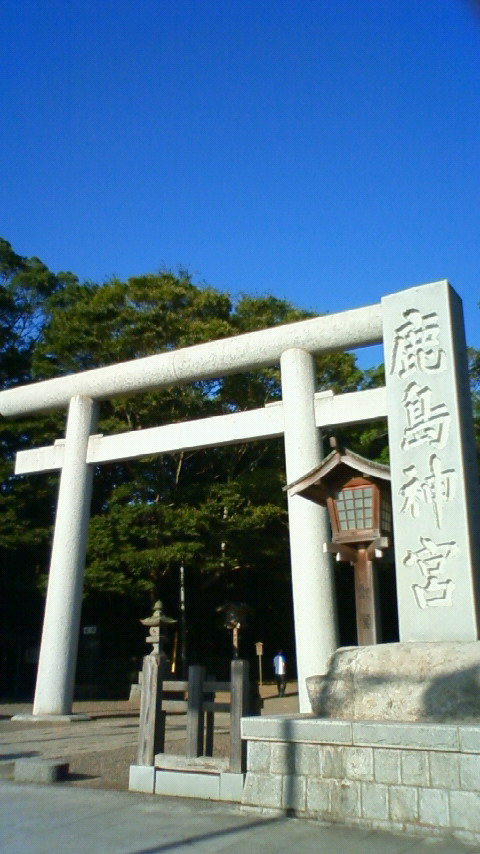
Intrarea spre templul şintoist Kashima

Kashima (鹿嶋市 Kashima-shi?) este un municipiu din Japonia, prefectura Ibaraki.